# Стил, Аллен
Аллен Стил (англ. Allen M. Steele) — американский писатель-фантаст и журналист.

## Биография
Аллен Мулхеррин Стил-младший родился 19 января 1958 года в Нэшвилле (штат Теннесси). После окончания колледжа Новой Англии в Нью-Гэмпшире, Стил поступил в Миссурийский университет на специальность журналиста. После окончания университета, некоторое время работал по специальности: писал колонки для еженедельных новостных и деловых газет в Теннесси, Миссури и Массачусетсе, успел немного поработать политическим обозревателем в Вашингтоне.
Первый рассказ Аллена Стила, «Прямая трансляция из отеля „Марс“», был опубликован в 1988 году. Отдельные повести и рассказы выходят в журналах «Asimov’s Science Fiction», «Analog», «Fantasy & Science Fiction», «Omni», «Science Fiction Age», «Journal Wired», «Science Fiction Chronicle», «Locus», «Fantastic», «The New York Review of Science Fiction» и различных антологиях.
Заявив о себе, как о писателе-фантасте, Аллен Стил принимает участие в работе организаций «Space Frontier Foundation» и «Американской Ассоциации писателей-фантастов», и пишет статьи для журналов «Absolute Magnitude», и «Artemis».
В апреле 2001 года Стил принимал участие и выступал с докладом в слушаниях подкомитета палаты представителей США по вопросам космоса и аэронавтики, касательно проблем исследования и освоения космоса в XXI веке.
Сейчас Алан Стил вместе со свой женой живут в западном Массачусетсе.

### Степной волк
Цикл произведений «Степной волк» (Coyote), включает в себя:
- трилогия «Степной волк» (Coyote Trilogy):
  - роман «Степной волк» (Coyote), 2002 год;
  - роман «Восход Степного волка» (Coyote Rising), 2004 год;
  - роман «Граница Степного волка» (Coyote Frontier), 2005 год;
- романы, вышедшие под грифом «Вселенная Степного волка» (Coyote Universe):
  - «Летящие брызги» (Spindrift), 2007 год;
  - «Галактический блюз» (Galaxy Blues), 2008 год;
- повесть «The War of Dogs and Boids», 2005 год;
- повесть «The River Horses», 2006 год.

### Иерихон
Цикл произведений «Иерихон» (Jericho), о новейших разработках в направлении искусственного интеллекта.
- роман «Итерации Иерихона» (The Jericho Iteration), 1994 год;
- повесть «Самсон и Далила» (Agape Among the Robots), 2000 год — в России публиковалась в журнале «Если»[3];
- повесть «Jake and the Enemy», 2001 год;
- повесть «World Without End, Amen», 2006 год.

### Космическая серия
Цикл произведений «Near-Space Series» на около космические темы.
- роман «Orbital Decay», 1989 год;
- роман «Clarke County, Space», 1990 год;
- роман «Lunar Descent», 1991 год;
- роман «Labyrinth of Night», 1992 год;
- роман «A King of Infinite Space», 1997 год;
- рассказ «Прямая трансляция из отеля „Марс“» (Live from the Mars Hotel), 1988 год;
- рассказ «Red Planet Blues», 1989 год;
- рассказ «Ride to Live, Live to Ride», 1989 год;
- рассказ «Free Beer and the William Casey Society», 1989 год;
- рассказ «The Return of Weird Frank», 1991 год;
- рассказ «Walking on the Moon», 1992 год;
- рассказ «Sugar’s Blues», 1992 год;
- рассказ «Shepherd Moon», 1994 год;
- рассказ «Памятник войне» (The War Memorial), 1995 год;
- рассказ «The Weight», 1995 год;
- повесть «Смерть капитана Фьючера» (The Death of Captain Future), 1995 год[4] — номинант премии «Небьюла» и лауреат «Хьюго» в 1996 году. В России публиковалась в журнале «Если»[5];
- рассказ «Working for Mister Chicago», 1995 год;
- рассказ «Kronos», 1996 год;
- рассказ «The Flying Triangle», 1998 год;
- рассказ «Zwarte Piet’s Tale», 1998 год;
- рассказ «The Exile of Evening Star», 1999 год;
- рассказ «0.0-G Sex: A User’s Guide», 1999 год;
- рассказ «Moreau2», 2004 год;
- рассказ «High Roller», 2004 год.

### Хронокосмос
Цикл произведений «Хронокосмос» (Chronospace), о приключениях команды «Корабля времени» — хрононавтов.
- роман «Хронокосмос» (Chronospace), 2001 год;
- повесть «An Incident at the Luncheon of the Boating Party», 2005 год.

### Рассказы и повести
- «Затерявшиеся в торговых рядах» (Lost in the Shopping Mall), 1993 год;
- «Хорошая крыса» (The Good Rat), 1995 год;
- «Куда мудрец боится и ступить…» (Where Angels Fear to Tread), 1997 год — лауреат премий «Локус», «Хьюго» и « Asimov’s Readers' Awards» в 1998 году. В России публиковалась в журнале «Если»[6].
- «Похищая Алабаму» (Stealing Alabama), 2001 год;
- «Охотник на игрумов» (The Teb Hunter), 2002 год;
- «Liberation Day», 2004 год;
- «The Garcia Narrows Bridge», 2004 год;
- «Walking Star», 2006 год;
- «The Other Side of Jordan», 2009 год;

### Сборники
- «Rude Astronauts», 1987 год;
- «All-American Alien Boy», 1996 год;
- «Sex and Violence in Zero-G: The Complete „Near Space“ Stories», 1998 год;
- «American Beauty», 2003 год;
- «The Last Science Fiction Writer», 2008 год.

### Межавторские серии
- В 1992 году, для сборника Филипа Фармера «Легенды Мира Реки» (Tales of Riverworld), Стил Аллен написал повесть «Благословенная земля» (Graceland).

## Награды
- 1990 год — Премия «Локус», в номинации Дебютный роман (First Novel) за «Orbital Decay» (1989 год);
- 1996 год — Премия «Хьюго», в номинации Повесть (Novella) за «Смерть капитана Фьючера» (1995 год);
- 1998 год — Премия «Локус», в номинации Повесть за «Куда мудрец боится и ступить…» (1997 год);
- 1998 год — Премия «Хьюго», в номинации Повесть за «Куда мудрец боится и ступить…» (1997 год);
- 1998 год — Премия «Asimov’s Readers' Awards», в номинации Повесть за «Куда мудрец боится и ступить…» (1997 год);
- 2002 год — Премия «Asimov’s Readers' Awards», в номинации Повесть за «Похищая Алабаму» (2001 год);
- 2005 год — Премия «Asimov’s Readers' Awards», в номинации Короткая повесть (Novellette) за «The Garcia Narrows Bridge» (2004 год);
- 2005 год — Премия «Asimov’s Readers' Awards», в номинации Повесть за «Liberation Day» (2004 год).